# Valle de Amblés

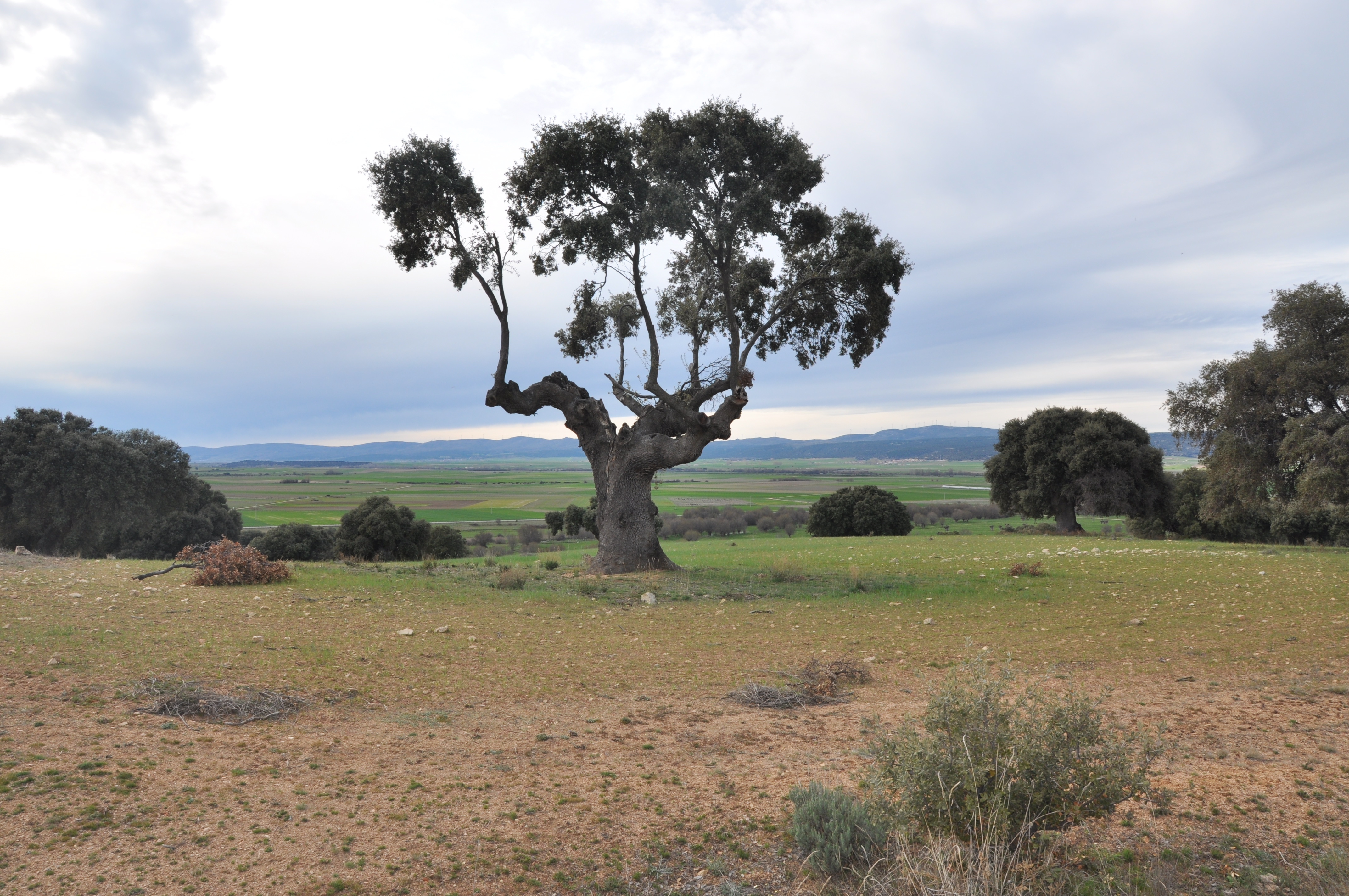
Valle de Amblés bei Mironcillo

Das Valle de Amblés ist ein etwa 500 km² umfassendes Hochtal im Norden der Sierra de Gredos und ein Gemeindeverband (mancomunidad oder comarca) im Zentrum der spanischen Provinz Ávila in der Autonomen Region Kastilien-León.

## Lage
Das heutzutage nahezu entwaldete Hochtal des Valle de Amblés befindet sich nördlich des Gebirgszugs der Sierra de Gredos in der Provinz Ávila in einer Höhe von rund 1000 bis 1500 m ü. d. M., wobei alle Siedlungen in Höhen zwischen 1050 und 1200 m liegen. In der Talsohle fließt der Río Adaja. Historisches, kulturelles und wirtschaftliches Zentrum der Region ist die im Osten des Tals gelegene Stadt Ávila. Trotz der eher geringen Regenfälle (ca. 450 mm/Jahr) ist die Landschaft von zahlreichen Bächen (arroyos) und kleinen Flüssen (ríos) durchzogen, die allerdings im Sommer und Frühherbst regelmäßig trockenfallen.

## Gemeinden

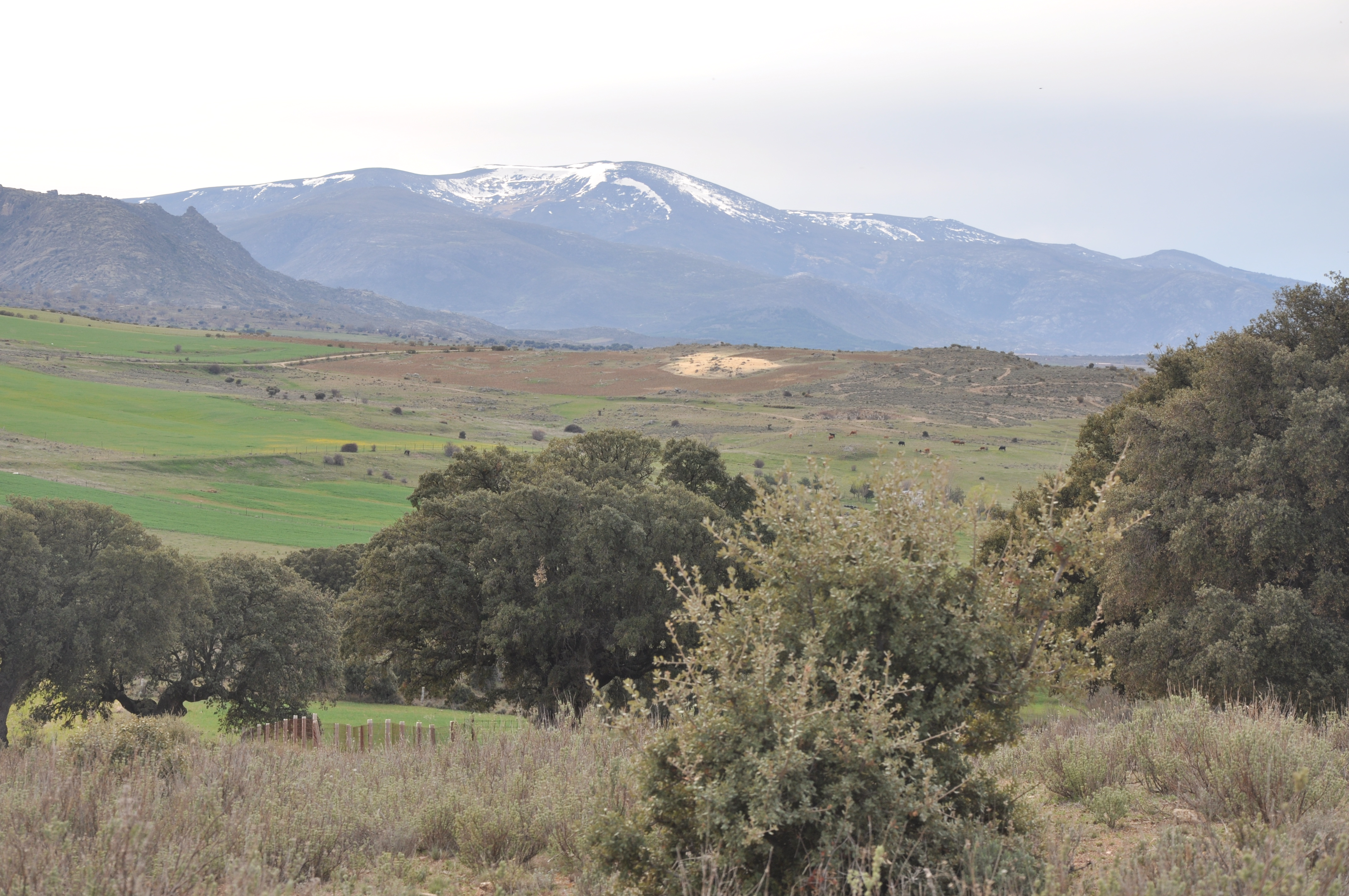
Landschaft bei Mironcillo

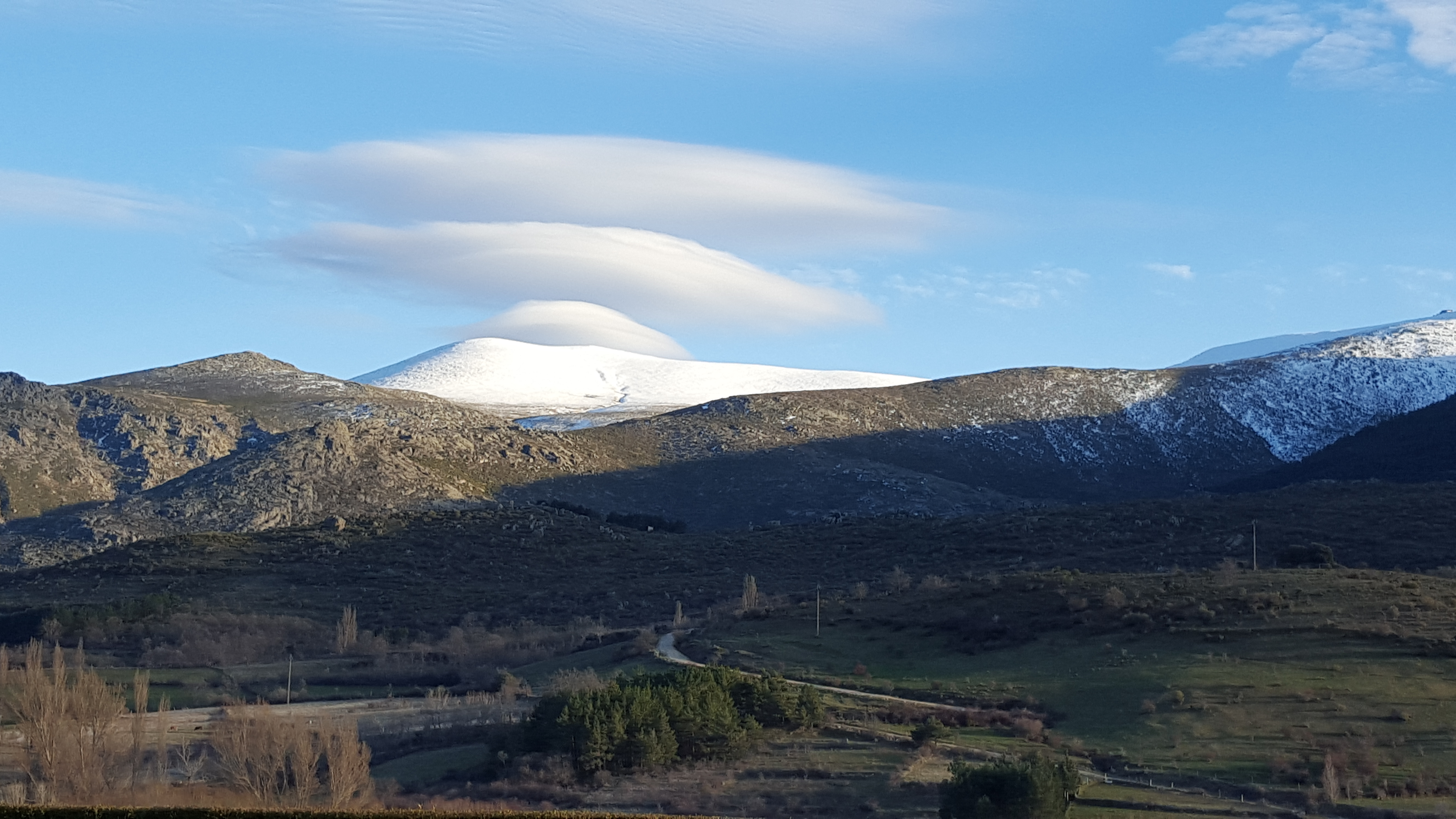
Landschaft bei Villatoro

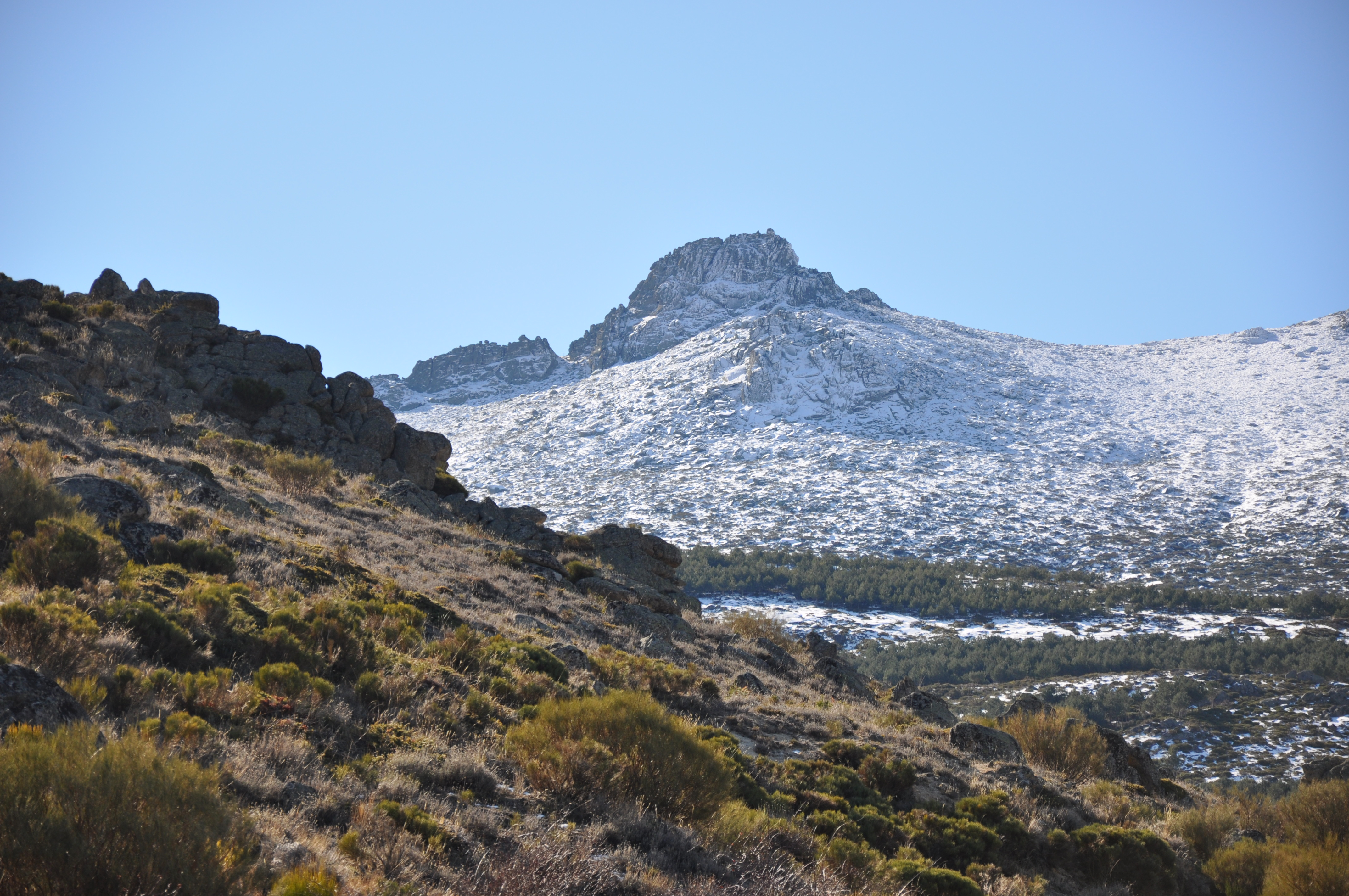
Berglandschaft bei Sotalbo

Der Gemeindeverband (comarca) besteht aus 23 municipios mit ungefähr 15 Weilern und insgesamt knapp 5.000 Einwohnern. Der teilweise dramatische Bevölkerungsrückgang seit den 1950er Jahren ist in der Hauptsache auf die Mechanisierung der Landwirtschaft und den damit einhergehenden Verlust an Arbeitsplätzen zurückzuführen.
| Gemeinde               | Höhe ü. M. | Fläche km² | Einwohner 1900 | Einwohner 1950 | Einwohner 2017 |
| ---------------------- | ---------- | ---------- | -------------- | -------------- | -------------- |
| Amavida                | 1165       | 15,0       | 472            | 527            | 139            |
| El Fresno              | 1075       | 12,6       | 381            | 922            | 405            |
| Gemuño                 | 1100       | 17,1       | 919            | 1.161          | 234            |
| La Colilla             | 1130       | 11,3       | 308            | 480            | 328            |
| La Hija de Dios        | 1180       | 12,5       | 302            | 421            | 81             |
| La Serrada (Ávila)     | 1105       | 7,3        | 309            | 301            | 117            |
| La Torre (Ávila)       | 1130       | 11,4       | 447            | 376            | 246            |
| Mironcillo             | 1125       | 15,2       | 293            | 468            | 93             |
| Muñana                 | 1170       | 33,6       | 849            | 1.079          | 408            |
| Muñogalindo            | 1130       | 18,8       | 680            | 725            | 343            |
| Muñopepe               | 1120       | 6,0        | 142            | 165            | 106            |
| Muñotello              | 1170       | 19,0       | 594            | 582            | 63             |
| Niharra                | 1090       | 11,3       | 381            | 366            | 188            |
| Narros del Puerto      | 1150       | 10,4       | 320            | 372            | 23             |
| Padiernos              | 1100       | 37,0       | 518            | 558            | 269            |
| Poveda (Ávila)         | 1200       | 7,2        | 217            | 243            | 47             |
| Pradosegar             | 1175       | 11,3       | 399            | 520            | 132            |
| Riofrío (Ávila)        | 1180       | 65,5       | 1.120          | 1.080          | 223            |
| Salobral               | 1085       | 7,5        | 244            | 223            | 102            |
| Santa María del Arroyo | 1150       | 11,1       | 232            | 233            | 112            |
| Solosancho             | 1125       | 52,0       | 1.207          | 2.023          | 859            |
| Sotalbo                | 1155       | 90,5       | 571            | 732            | 237            |
| Villatoro              | 1185       | 56,0       | 950            | 668            | 178            |

## Wirtschaft
Die traditionelle Selbstversorgungswirtschaft auf den halbwegs fruchtbaren aber regenarmen Böden des Valle de Amblés basiert auf wenigen Produkten: Als Grundnahrungsmittel wurde früher hauptsächlich Gerste angebaut, aus welcher kein Brot, sondern Brei oder Suppe hergestellt wurde; darüber hinaus gab es Obstbäume und Gartengemüse wie Zwiebeln, Karotten, Kohl etc. Im 17./18. Jahrhundert kamen auch Kartoffeln hinzu. Tierische Produkte waren Eier sowie Milch, Käse und Fleisch von Schafen und Ziegen. Heute spielen der Anbau von Weizen sowie der sommerliche Ausflugstourismus und die Vermietung von Ferienwohnungen (casas rurales) wichtige Rollen im Wirtschaftsleben der Gemeinden.

## Geschichte
Bronze- oder eisenzeitliche Siedler hinterließen nur unbedeutende Spuren. Keltischen Ursprungs ist sehr wahrscheinlich das Castro de Ulaca. Römer, Westgoten und Mauren kümmerten sich nur am Rande um diese abgelegene und ehemals bewaldete Region, die lange Zeit nur als Durchgangsweg zwischen Mérida (Emerita Augusta), Ávila (Obila), Segovia und Soria (Numantia) von Bedeutung war und wahrscheinlich erst ab dem Mittelalter nach und nach dauerhaft besiedelt wurde. Im Jahr 1250 wird das Valle Amblés mit ungefähr 40 Dörfern erstmals urkundlich erwähnt, doch nur wenige der genannten Orte lassen sich unzweifelhaft mit heutigen Ortsnamen in Verbindung bringen.

## Sehenswürdigkeiten
Bedeutendste Sehenswürdigkeit ist die keltische (vielleicht vettonische) Höhenfestung des Castro de Ulaca auf dem Gemeindegebiet von Solosancho; über das ganze Gebiet verteilt finden sich weitere Bergfestungen aus dieser Zeit (z. B. Castro de Las Cogotas) sowie mehrere keltische Tierfiguren (verracos). Im Norden der Gemeinde Solosancho überquert eine in ihrem Ursprung möglicherweise aus der Antike stammende „Römerbrücke“ den Río Adaja. Beim Ort Mironcillo erhebt sich das spätmittelalterliche Castillo de Aunqueospese. Die meisten Orte verfügen nur über kleine Kirchen aus dem 16./17. Jahrhundert, denen im 18. Jahrhundert eine meist kleine halboffene Südvorhalle (portico) vorgesetzt wurde. Das jeweilige Kirchenschiff wird oft von einer Artesonado-Holzbalkendecke mit Zugankern überspannt; aufwendig geschnitzte oder bemalte barocke Altarretabel waren vielen Dorfbewohnern wohl zu teuer und sind infolgedessen eher selten. Eine Ausnahme bildet lediglich die dreischiffige und reich ausgestattete Iglesia de San Miguel Arcángel in Villatoro.

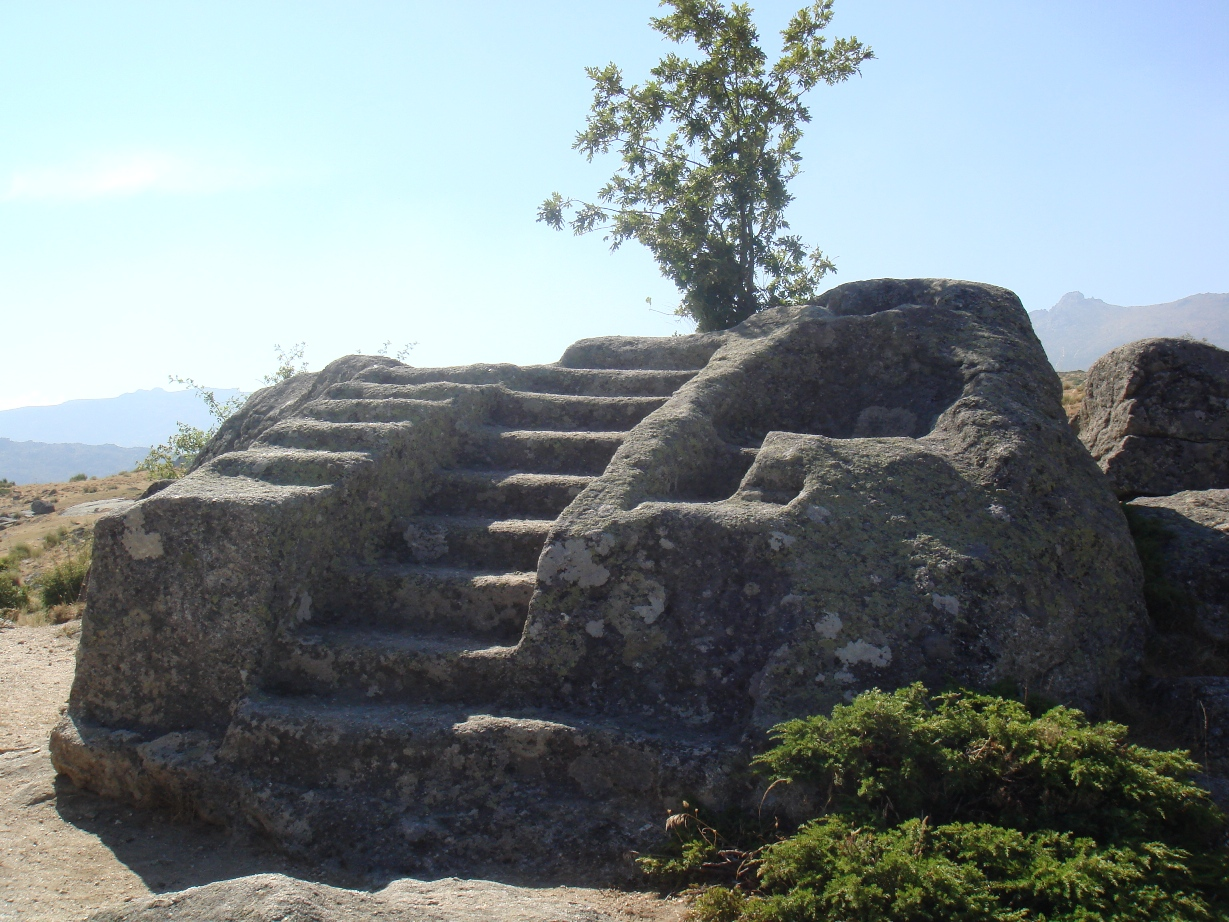
Castro de Ulaca
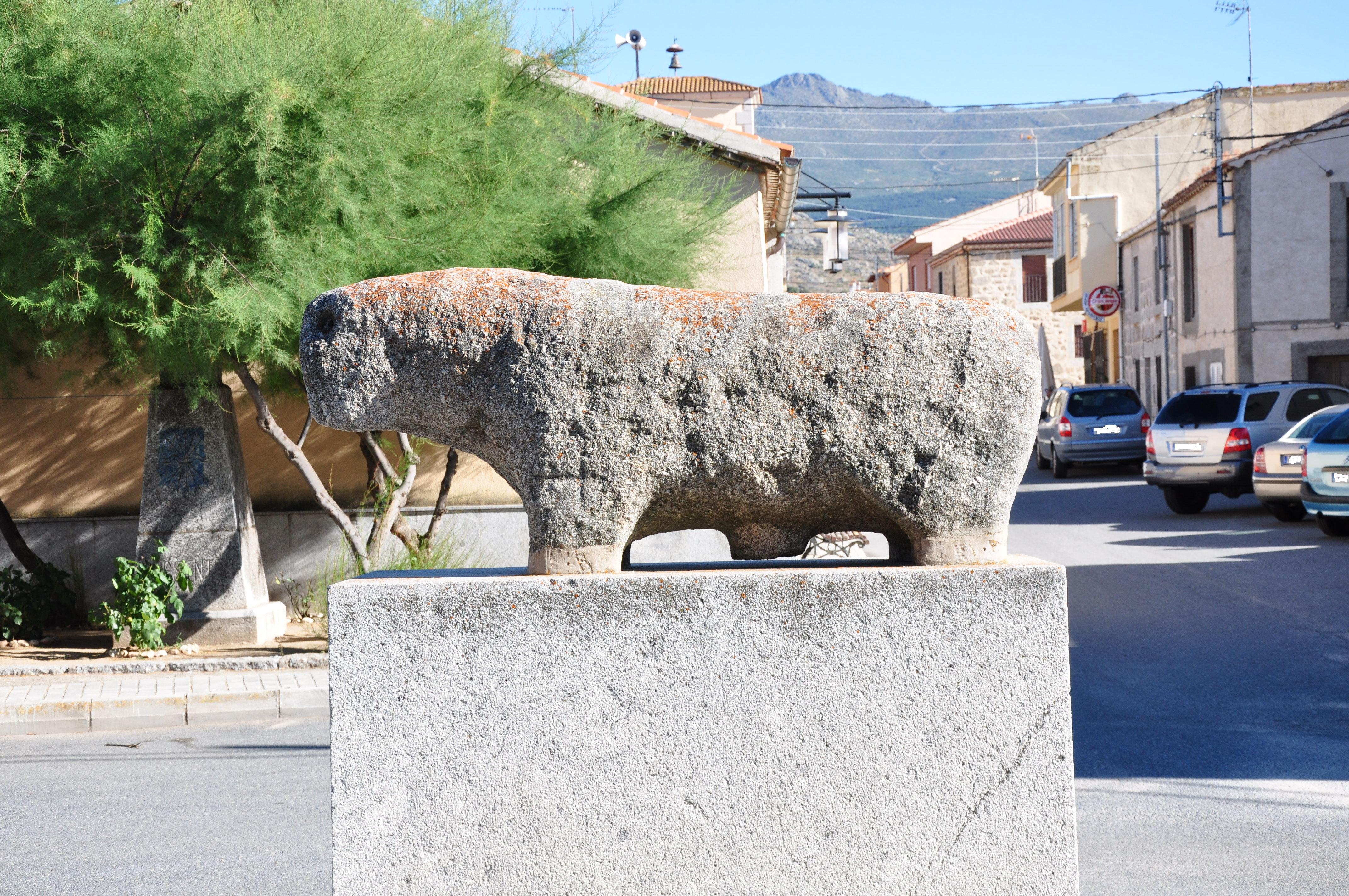
Verraco in Solosancho
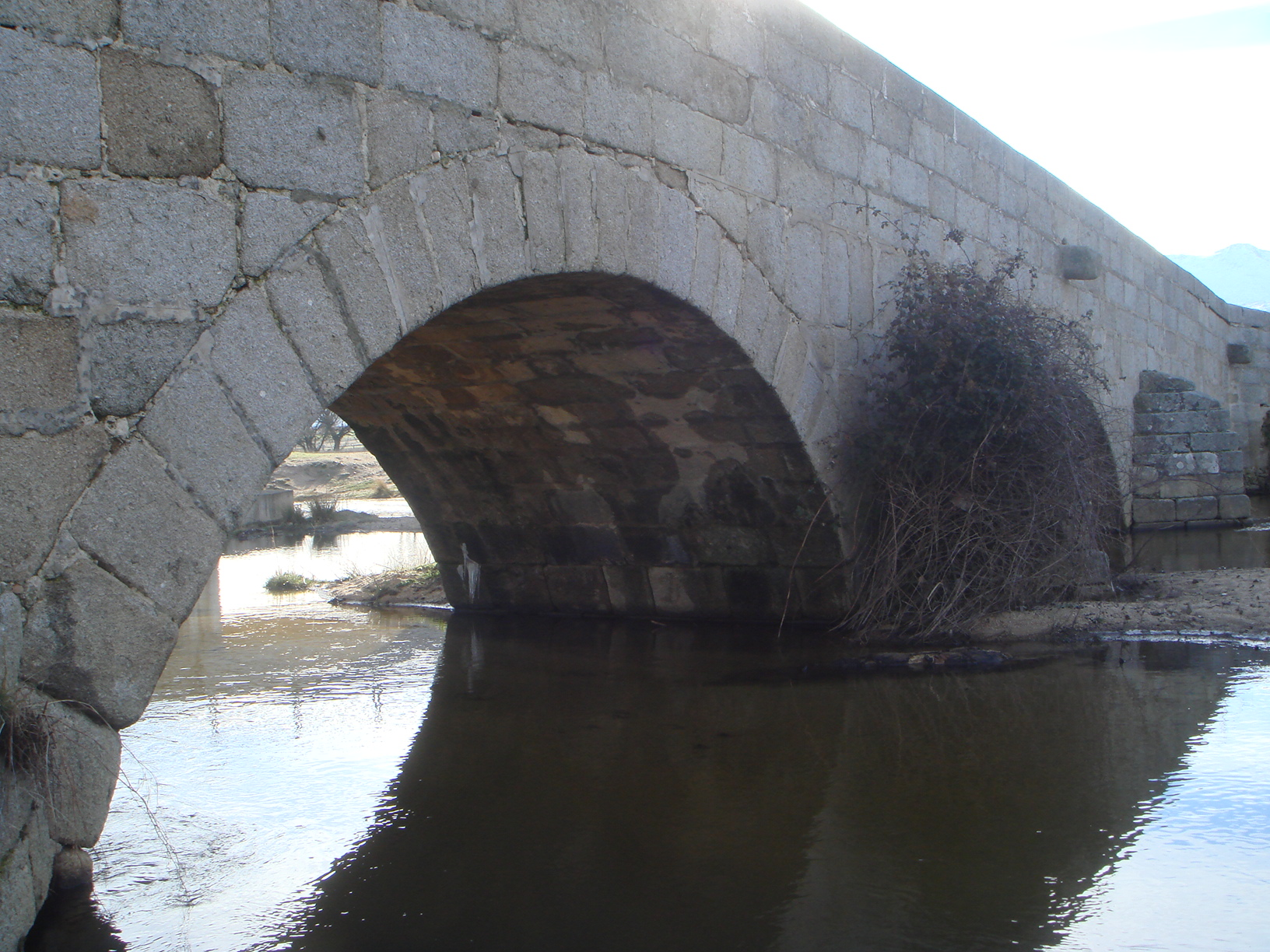
Puente de los Cobos
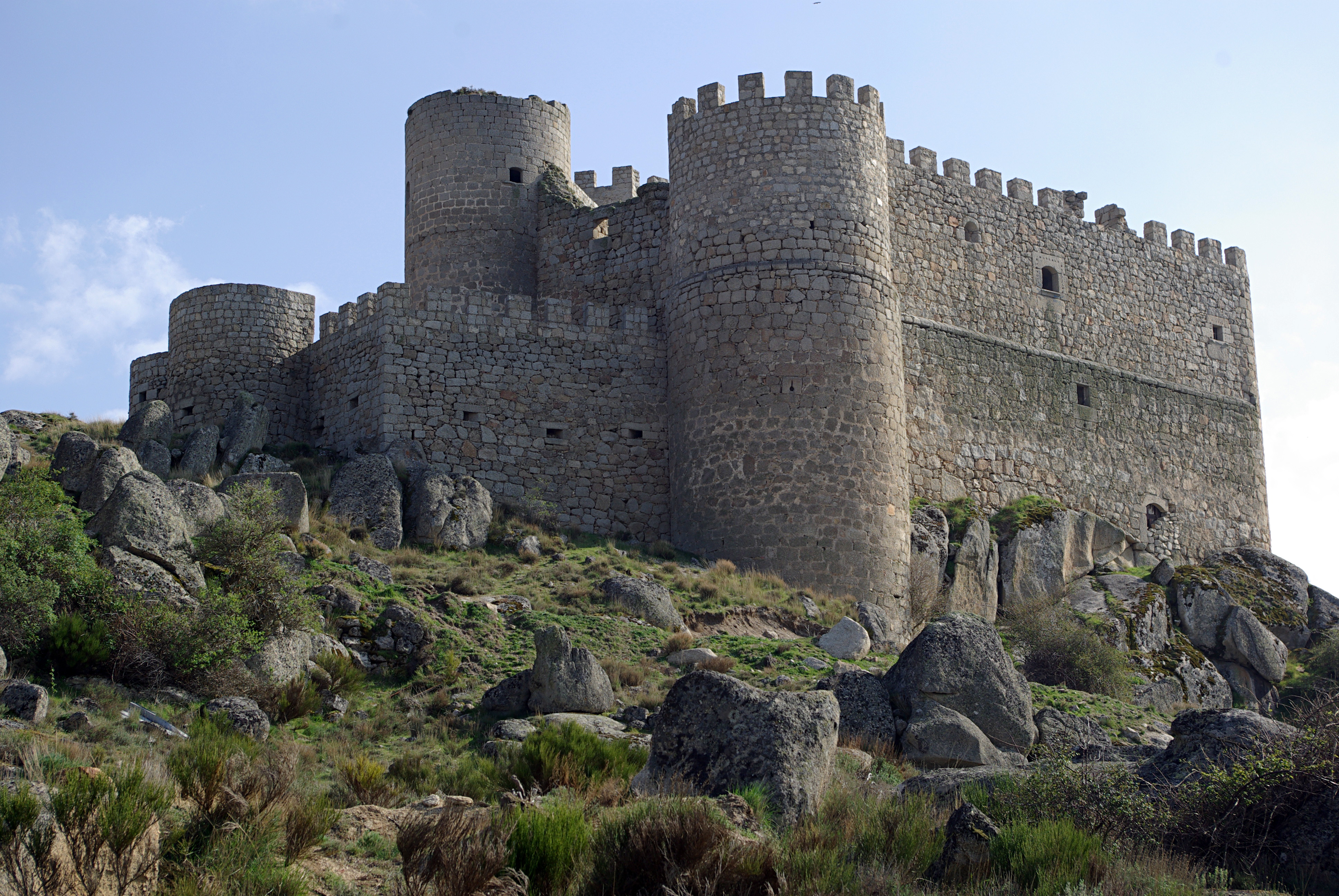
Castillo de Aunqueospese
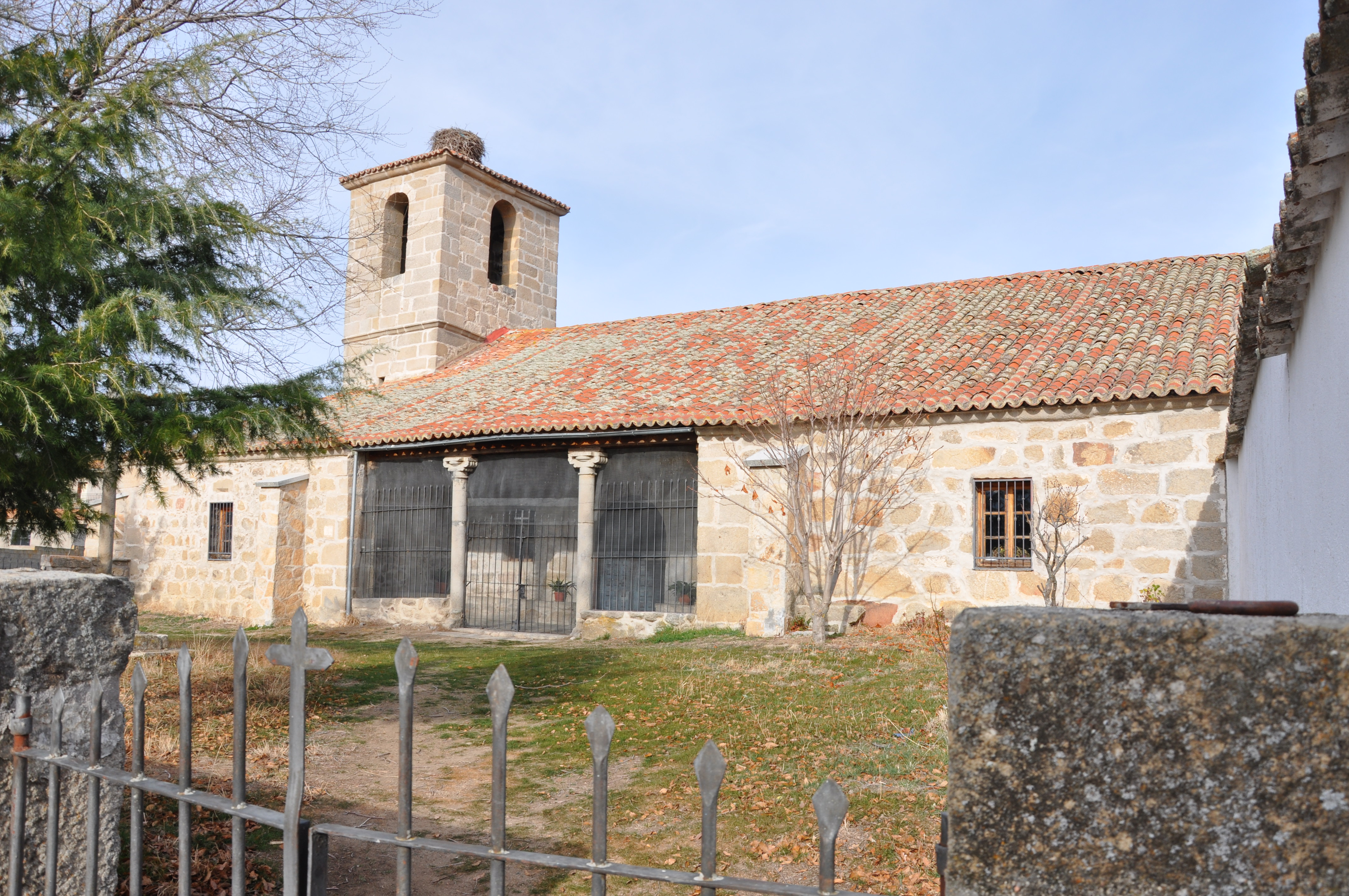
Kirche von Amavida
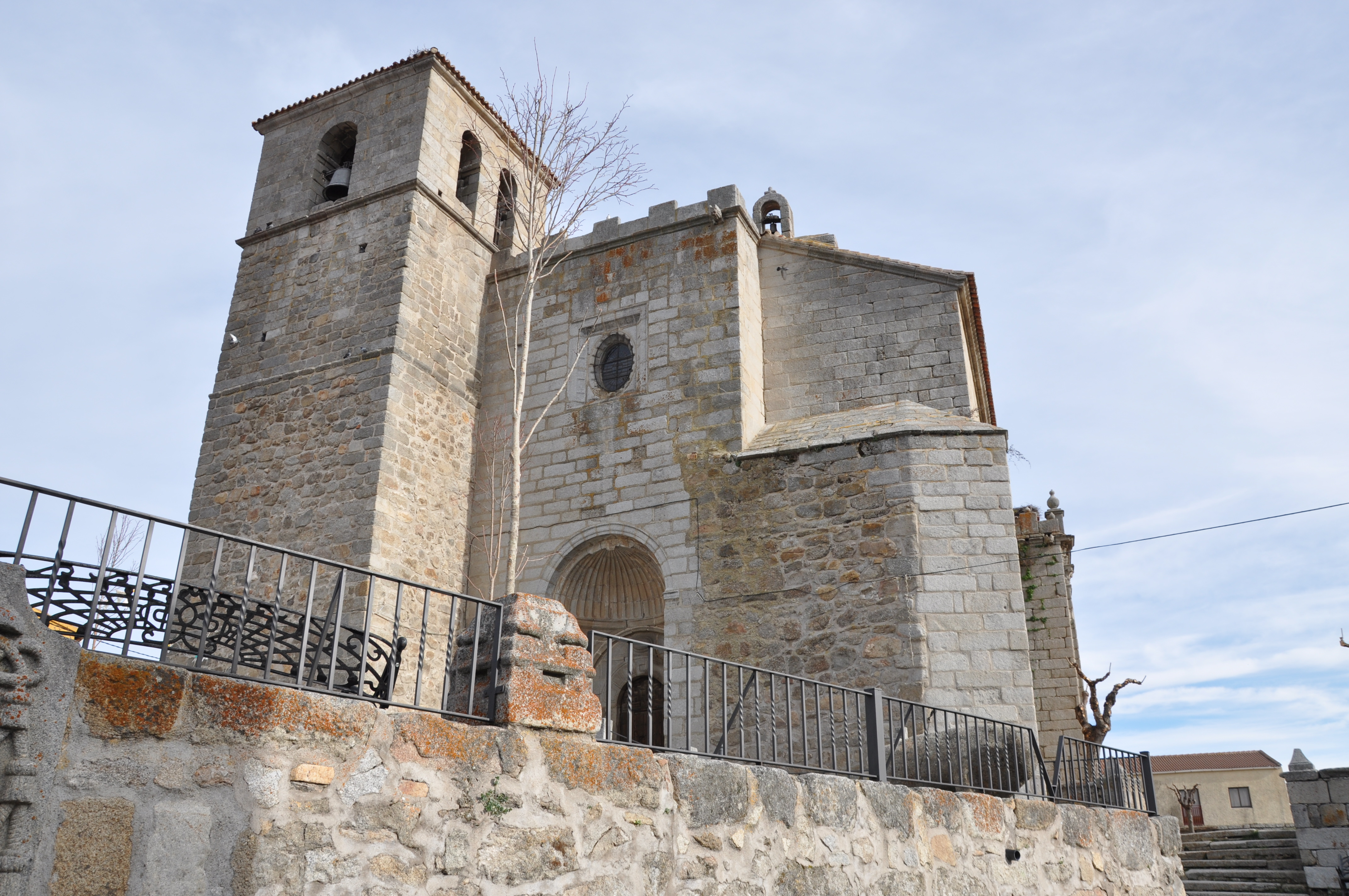
Iglesia de San Miguel Arcángel in Villatoro